# 孙冶方经济科学奖
孙冶方经济科学奖，是以中国经济学家孙冶方命名的经济学奖项，于1983年6月成立。由孙冶方经济科学基金会组织评选，每二年评选一次，分为著作奖和论文奖，旨在奖励对经济科学做出杰出理论贡献的经济学家。孙冶方经济科学奖是中国经济学界最高奖项，被誉为“中国的诺贝尔经济学奖”。

## 历届著作奖获奖名单
| 届次     | 年度   | 获奖者                                                   | 著作                                                         |
| -------- | ------ | -------------------------------------------------------- | ------------------------------------------------------------ |
| 第一届   | 1984年 | 罗季荣                                                   | 《马克思社会再生产理论》                                     |
| 第一届   | 1984年 | 梁文森、田江海                                           | 《社会固定资产再生产》                                       |
| 第一届   | 1984年 | 尹世杰（主编）                                           | 《社会主义消费经济学》                                       |
| 第一届   | 1984年 | 孙尚清（主编）                                           | 《论经济结构对策》                                           |
| 第二届   | 1986年 | 黄达                                                     | 《财政信贷综合平衡导论》                                     |
| 第二届   | 1986年 | 周叔莲（主编）、裴叔平（主编）                           | 《中国工业发展战略问题研究》                                 |
| 第二届   | 1986年 | 雍文远（主编）                                           | 《社会必要产品论—社会主义政治经济学探索》                    |
| 第二届   | 1986年 | 陈琦伟                                                   | 《国际竞争论》                                               |
| 第二届   | 1986年 | 林子力                                                   | 《论联产承包责任制——兼论具有中国特色的社会主义农业发展道路》 |
| 第三届   | 1988年 | 熊映梧（主编）                                           | 《生产力经济学原理》                                         |
| 第三届   | 1988年 | 胡汝银                                                   | 《竞争与垄断：社会主义微观经济分析》                         |
| 第三届   | 1988年 | 潘振民、罗首初                                           | 《社会主义微观经济均衡论》                                   |
| 第三届   | 1988年 | 中国社会科学院课题组等                                   | 《中国改革大思路》                                           |
| 第四届   | 1990年 | 严中平主编                                               | 《中国近代经济史》（上、下）                                 |
| 第四届   | 1990年 | 李江帆                                                   | 《第三产业经济学》                                           |
| 第四届   | 1990年 | 李扬                                                     | 《财政补贴经济分析》                                         |
| 第四届   | 1990年 | 胡代光等主编                                             | 《评当代西方学者对马克思〈资本论〉的研究》                   |
| 第五届   | 1992年 | 李拉亚                                                   | 《通货膨胀机理与预期》                                       |
| 第五届   | 1992年 | 杨坚白等                                                 | 《新中国经济的变迁与分析》                                   |
| 第五届   | 1992年 | 林毅夫                                                   | 《制度、技术与中国农业发展》                                 |
| 第五届   | 1992年 | 吴敬琏                                                   | 《通向市场经济之路》                                         |
| 第六届   | 1994年 | 许涤新（主编）、吴承明（主编）                           | 《中国资本主义发展史（一、二、三卷）》                       |
| 第六届   | 1994年 | 王慧炯（主编）                                           | 《产业组织及有效竞争——中国产业组织的初步研究》               |
| 第六届   | 1994年 | 王洛林等                                                 | 《外商投资的经济社会效益评价——理论与方法》                   |
| 第六届   | 1994年 | 马建堂（主笔）                                           | 《结构与行为——中国产业组织研究》                             |
| 第六届   | 1994年 | 郭克莎                                                   | 《中国：改革中的经济增长与结构变动》                         |
| 第六届   | 1994年 | 刘方棫（主编）、杨圣明（主编）                           | 《90年代中国市场消费战略》                                   |
| 第七届   | 1996年 | 严瑞珍、王沅                                             | 《中国贫困山区发展的道路》                                   |
| 第七届   | 1996年 | 袁志刚                                                   | 《非瓦尔拉均衡理论及其在中国经济中的应用》                   |
| 第七届   | 1996年 | 朱玲、蒋中一                                             | 《以工代赈与缓解贫困》                                       |
| 第七届   | 1996年 | 李文治、江太新                                           | 《清代漕运》                                                 |
| 第七届   | 1996年 | 刘伟（主笔）                                             | 《工业化进程中的产业结构研究》                               |
| 第八届   | 1998年 | 陈锡文                                                   | 《中国农村改革：回顾与展望》                                 |
| 第八届   | 1998年 | 杨承训                                                   | 《市场经济理论典鉴——列宁商品经济理论系统研究》               |
| 第八届   | 1998年 | 刘骏民                                                   | 《从虚拟资本到虚拟经济》                                     |
| 第八届   | 1998年 | 刘伟（主笔）                                             | 《工业化进程中的产业结构研究》                               |
| 第九届   | 2000年 | 汪敬虞（主编）                                           | 《中国近代经济史（1895—1927）》                              |
| 第十届   | 2002年 | 李维安                                                   | 《公司治理》                                                 |
| 第十届   | 2002年 | 臧旭恒等                                                 | 《居民资产与消费选择行为分析》                               |
| 第十届   | 2002年 | 王俊豪                                                   | 《政府管制经济学导论——基本理论及其在政府管制实践中的应用》   |
| 第十一届 | 2004年 | 李晓西等                                                 | 《2003年中国市场经济发展报告》                               |
| 第十一届 | 2004年 | 倪鹏飞（主编）                                           | 《中国城市竞争力报告》                                       |
| 第十一届 | 2004年 | 纪宝成（主编）                                           | 《转型经济条件下的市场秩序研究》                             |
| 第十二届 | 2006年 | 王元龙                                                   | 《中国金融安全论》                                           |
| 第十二届 | 2006年 | 李文治、江太新                                           | 《中国地主制经济论》                                         |
| 第十二届 | 2006年 | 左大培                                                   | 《内生稳态增长模型的生产结构》                               |
| 第十三届 | 2008年 | 吴慧（主编）                                             | 《中国商业通史》（共5卷）                                    |
| 第十三届 | 2008年 | 何炼成                                                   | 《价值学说史》                                               |
| 第十四届 | 2010年 | 空缺                                                     | /                                                            |
| 第十五届 | 2012年 | 国务院发展研究中心课题组（主持人：侯云春、韩俊、蒋省三） | 《农民工市民化：制度创新与顶层政策设计》                     |
| 第十五届 | 2012年 | 刘世锦（负责人）                                         | 《陷阱还是高墙：中国经济面临的真实挑战和战略选择》           |
| 第十六届 | 2014年 | 谈敏                                                     | 《回溯历史——马克思主义经济学在中国的传播前史》               |
| 第十六届 | 2014年 | 朱玲等                                                   | 《包容性发展与社会公平政策的选择》                           |
| 第十六届 | 2014年 | 田国强、陈旭东                                           | 《中国改革：历史、逻辑和未来》                               |
| 第十七届 | 2016年 | 林重庚、迈克尔·斯宾塞等                                  | 《中国经济中长期发展和转型：国际视角的思考与建议》           |
| 第十七届 | 2016年 | 李实等                                                   | 《中国收入差距变动分析——中国居民收入分配研究IV》             |
| 第十七届 | 2016年 | 伍戈、李斌                                               | 《货币数量、利率调控与政策转型》                             |
| 第十八界 | 2018年 | 乔洪武等                                                 | 《西方经济伦理思想研究》                                     |
| 第十九届 | 2020年 |                                                          |                                                              |

## 历届论文奖获奖
- 第一届 1984年度，周叔莲：《科学、技术、生产力》等47篇论文。
- 第二届 1986年度，蔡重直：《我国金融体制改革的探讨》等12篇。
- 第三届 1988年度，丁声俊：《关于我国粮食发展战略问题》等7篇。
- 第四届 1990年度，蔡江南、符钢战、沈晗耀、林绥：《企业劳动力面临的问题及其出路——对上海企业的调查研究报告》等8篇。
- 第五届 1992年度，论文奖（空缺）
- 第六届 1994年度，郑洪庆：《超越放权 强化产权——对部分国有企业“虚脱症”的思考》等14篇。
- 第七届 1996年度，李克强：《论我国经济的三元结构》等11篇论文。
- 第八届 1998年度，朱善利:《论经济总量均衡的条件》,载《效率、公平与深化改革开放——<中国经济论坛>1992年学术论文集》等12篇。
- 第九届 2000年度，宋晓梧、张小建、陈宇：《中国人力资源开发与就业》（本书总论）等10篇。
- 第十届 2002年度，陈宗胜、周冰、钟茂初、顾颉、宁咏：《中国经济体制市场化进程》——节选自《中国经济体制市场化进程研究》第一章等8篇。
- 第十一届 2004年度，黄少安：《关于制度变迁的三个假设及其验证》等10篇。
- 第十二届 2006年度，林汉川、夏敏仁、何杰、管鸿禧：《中小企业发展中所面临的问题——北京、辽宁、江苏、浙江、湖北、广东、云南问卷调查报告》等10篇。
- 第十三届 2008年度，沈坤荣、付文林：《税收竞争、地区博弈及其增长绩效》等7篇。
- 第十四届 2010年度， 陈增敬：LARRY EPSTEIN：Ambiguity, Risk and Asset Returns in Continuous Time（中文译名：《连续时间条件下的模糊性、风险性和资产收益》）等8篇论文。
- 第十五届（2012年度），王国刚：《城镇化：中国经济发展方式转变的重心所在》等4篇。
- 第十六届（2014年度），中国社会科学院经济研究所经济增长前沿课题组（负责人：张平，执笔：汪红驹）:《高投资、宏观成本与经济增长的持续性》等4篇。
- 第十七届（2016年度），Mark R. Rosenzweig, 张俊森：《人口控制政策会提升人力资本投资吗？——双胞胎、出生体重和中国“一孩”政策》（Do population control policies induce more human capital investment? Twins birth weight and China’s “one-child” policy）等3篇。
- 第十八届（2018年度），龙登高、林展、彭波：《典与清代地权交易体系》等3篇。
- 第十九届 2020年 钱颖一：《政府与法治》等4篇论文。
- 第二十届 2022年 朱恒鹏：《医疗体制弊端与药品定价扭曲》等4篇论文。